# Charles Cochelet
Pour les articles homonymes, voir Cochelet.
Charles Eléonor Cochelet, né le 25 avril 1786 à Charleville-Mézières et mort le 6 mars 1860 à Paris, est un naufragé français. 

## Biographie
Ancien payeur général en Catalogne et dans les Ardennes, en 1819, il embarque à Nantes sur La Sophie pour se rendre au Brésil mais le navire fait naufrage sur la côte africaine. Capturé par les Maures et soumis à l'esclavage, il visite les Ouled Delim du Sahara et serait entré à Tombouctou. Il est ensuite racheté par son frère, Adrien, consul général en Égypte. 
On lui doit le récit de ses aventures. 
Jules Verne mentionne son naufrage au chapitre XXXVIII de son roman Cinq Semaines en ballon.

## Publications
- 1821 : Naufrage du brick français La Sophie, perdu le 30 mai 1819 sur la côte occidentale d'Afrique, et captivité d'une partie des naufragés dans le désert du Sahara, avec de nouveaux renseignements sur la ville de Timbuctou
- 1895 : Naufrage et aventures dans les déserts d'Afrique (posthume)